# ETAOIN SHRDLU
ETAOIN SHRDLU sind die zwölf am häufigsten genutzten Buchstaben der englischen Sprache. Dies ist leicht verschieden von der Buchstabenhäufigkeit in Wörterbucheinträgen. Die gesamte Sequenz ist
ETAOIN SHRDLU CMFWYP VBGKQJ XZ

## Drucksatz

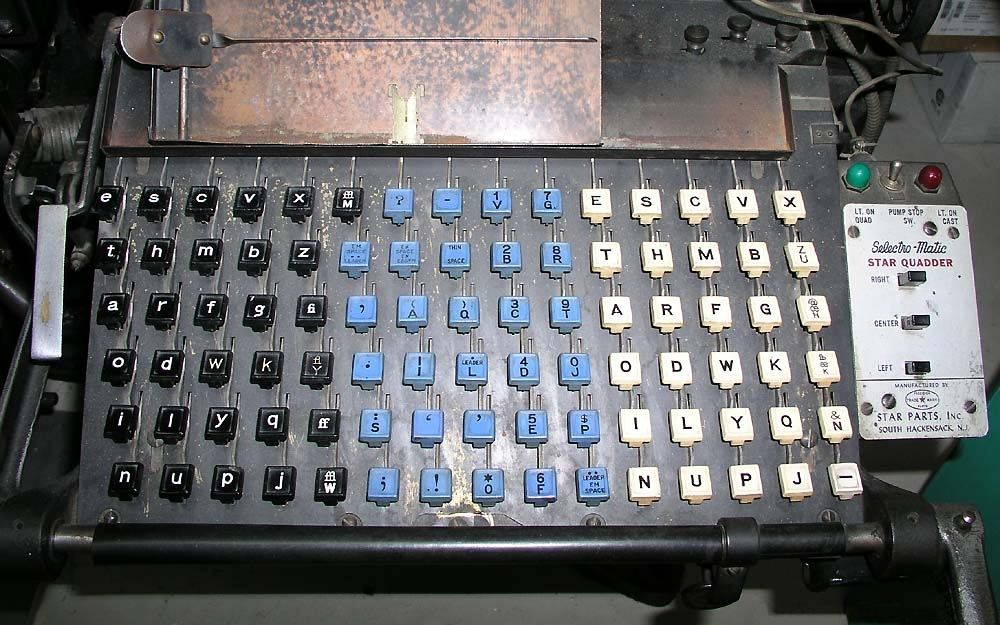
Tastatur einer Linotype-Setzmaschine (Sequenz vertikal auf den schwarzen bzw. weißen Tasten)

Die Tasten der Linotype-Setzmaschine folgten nicht der heute üblichen Schreibmaschinenanordung, sondern der englischen Buchstabenhäufigkeit, so dass die ersten beiden Spalten „ETAOIN SHRDLU“ lauteten. Da auf diesen Maschinen Korrekturen umständlich waren, zogen es manche Setzer unter Zeitdruck vor, eine sinnlose Zeichenfolge einzugeben, da diese dem Korrekturleser normalerweise auffallen müsste, der anschließend die gesamte Zeile entfernte. Sie strichen dazu einfach mehrfach über die ersten Tastenspalten. Natürlich landeten solche Stellen immer wieder auch im Druckerzeugnis – dies passierte zumindest so häufig, dass die beiden Sechserfolgen als Worteintrag im Oxford English Dictionary erschienen, ebenso wie im Random House Webster's Unabridged Dictionary. Scherzhaft wird die Sequenz auch wie zwei normale Worte Etaoin Shrdlu ['ɛtiˌɔɪn 'ʃɜːrd.luː] ausgesprochen.
Eine Dokumentation zur letzten Ausgabe der New York Times im Bleisatz (2. Juli 1978) wurde als Farewell, Etaoin Shrdlu getitelt.

## Weiteres Auftreten

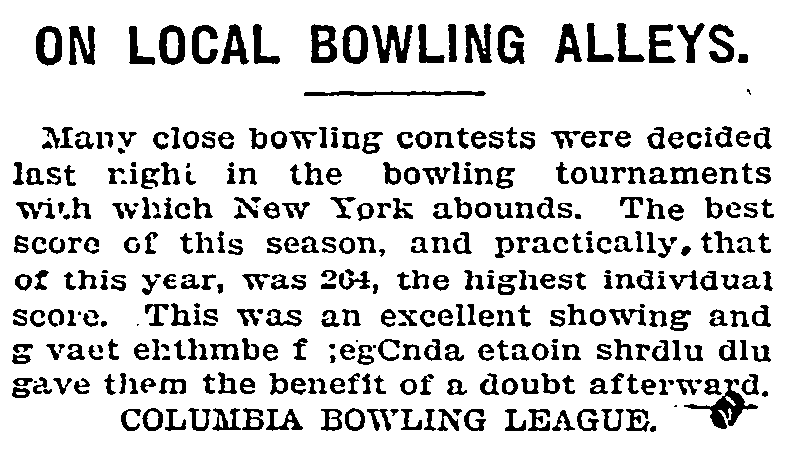
Die Buchstabenfolge in der Ausgabe vom 30. Oktober 1903 der New York Times.

Die Buchstabenfolgen tauchen in verschiedenen humorigen und fiktionalen Umgebungen auf, meist deuten sie dabei auf eine Nonsenssequenz. Im Jahre 1972 wurde SHRDLU von Terry Winograd als Name des ersten LISP-programmierten Systems der künstlichen Intelligenz verwendet. In Douglas Hofstadters Buch Gödel, Escher, Bach gibt es einen Dialog zwischen dem fiktiven Programmierer „Eta Oin“ und SHRDLU.
Die französische Version dieser Zwölfer-Kombination, „elaoin sdrétu“, wurde als Name eines Roboters in Petit Noël des Comiczeichners André Franquin verwendet.
Im deutschen Sprachraum existiert keine vergleichbare Tradition. Das deutsche Äquivalent müsste ENIATX RDGOVC heißen, nach dem Tastaturlayout der deutschsprachigen Linotype-Setzmaschine.